# Pseudophoxinus mehmeti
Espèce
Pseudophoxinus mehmeti est un poisson d'eau douce de la famille des Cyprinidae.

## Répartition
Pseudophoxinus mehmeti est endémique de la province de Burdur en Turquie.

## Description
La taille maximale connue pour Pseudophoxinus mehmeti est de 71 mm.

## Étymologie
Son nom spécifique, mehmeti, lui a été donné en l'honneur de Mehmet Ekmekçi, ingénieur hydrologue, pour sa contribution à la description et la caractérisation hydrologiques des réseaux de drainage et des bassins versants, ainsi qu'à son soutien total à son épouse, Fitnat Güler Ekmekçi, l'un des auteurs de cette espèce.

## Publication originale
- (en) Ekmekçi, Atalay, Yoğurtçuoğlu, Turan & Küçük, 2015 : A new species of Pseudophoxinus (Teleostei: Cyprinidae) from southwestern Anatolia, Turkey. Zootaxa, vol. 4033, n. 1, p. 117-128[4] (introduction).